# Gerhard Storz
Gerhard Storz (Rottenacker, 19 agosto 1898 – Leonberg, 30 agosto 1983) è stato un pedagogo, politico e scrittore tedesco.

## Biografia
Dopo aver partecipato da volontario alla prima guerra mondiale, si laureò in filologia all'Università di Tubinga. Dopo la laurea si dedicò per oltre 10 anni al teatro, come drammaturgo, regista e direttore dei teatri municipali di Saarbrücken e Dortmund. A partire dal 1932 si dedicò all'insegnamento del latino e del greco nel Realgymnasium di Schwäbisch Hall, istituto di cui fu anche preside.
Nel dopoguerra fu tra i fondatori dell'Unione Cristiano-Democratica di Germania, e tra il 1958 e il 1964 fu  ministro dell'istruzione del Baden-Württemberg, ruolo che lasciò per ritornare all'insegnamento dopo essere stato nominato professore onorario di filologia tedesca nella sua alma mater.
La sua fama di pedagogo è principalmente legata ai testi scolastici Deutsche Lesebuch für höhere Schulen ("Libro di tedesco per le scuole secondarie", 1947), utilizzato da generazioni di studenti, e Der Vers in d. neueren dt. Dichtung ("Il verso nella poesia tedesca contemporanea", 1970). Fu anche saggista, traduttore e direttore della rivista Der Deutschunterricht ("L'insegnamento del tedesco").